# Microsoft Office
Microsoft Office o conocido actualmente como Microsoft 365, es una suite ofimática de aplicaciones para computadoras de escritorio, servidores y servicios en línea los sistemas operativos Microsoft Windows, Mac OS X, iOS, Android y Linux. La última versión es Microsoft Office 2021 y el programa de suscripción es Microsoft 365.
Microsoft Office fue lanzado por Microsoft el 19 de junio de 1989 para Apple Macintosh, seguido más tarde por una versión para Windows, en 1990. La primera versión de Office contenía Microsoft Word, Microsoft Excel y Microsoft PowerPoint. Además, una versión "Pro" (profesional) de Office incluía Microsoft Access. Con el tiempo, las aplicaciones de Office han crecido sustancialmente y de forma más estrecha con características compartidas, como un corrector ortográfico común, la integración de datos OLE y el lenguaje de secuencias de comandos de Microsoft, Visual Basic para aplicaciones. Microsoft también posiciona Office como una plataforma de desarrollo para software de línea de negocios, bajo la marca de Office Business Applications (aplicaciones empresariales de Office u OBA por sus siglas en inglés).
La suite usó desde 1997 hasta 2003 un grupo de formatos propietarios conocido como 97-2003 o 98-2004. En los años 2007 y 2008, con la introducción de Office 2007 y Office 2008, se creó un nuevo grupo de formatos denominados Office Open XML (docx, xlsx, pptx), los cuales se mantienen en las más recientes versiones de la suite, Office 2021 y Microsoft Office 2021 para Mac y que son formatos abiertos y estándar.
A partir de la versión 2010, se ha mantenido un sistema de utilización mediante uso de pagos al programa, llamado Microsoft Office 365, actualmente Microsoft 365. Esta versión se destaca por ser un software de suscripción, en donde se realizan las actualizaciones más recientes, sin necesidad de comprar de nuevo un software más reciente. Tiene la particularidad de ser instalable en más de un dispositivo, sin importar su sistema operativo.
Con sus últimas versiones, Office 2021 y Office 365, fue la suite ofimática más popular a nivel mundial.
En enero de 2023 Microsoft reemplazo la marca Office globalmente por Microsoft 365.

## Reseña histórica

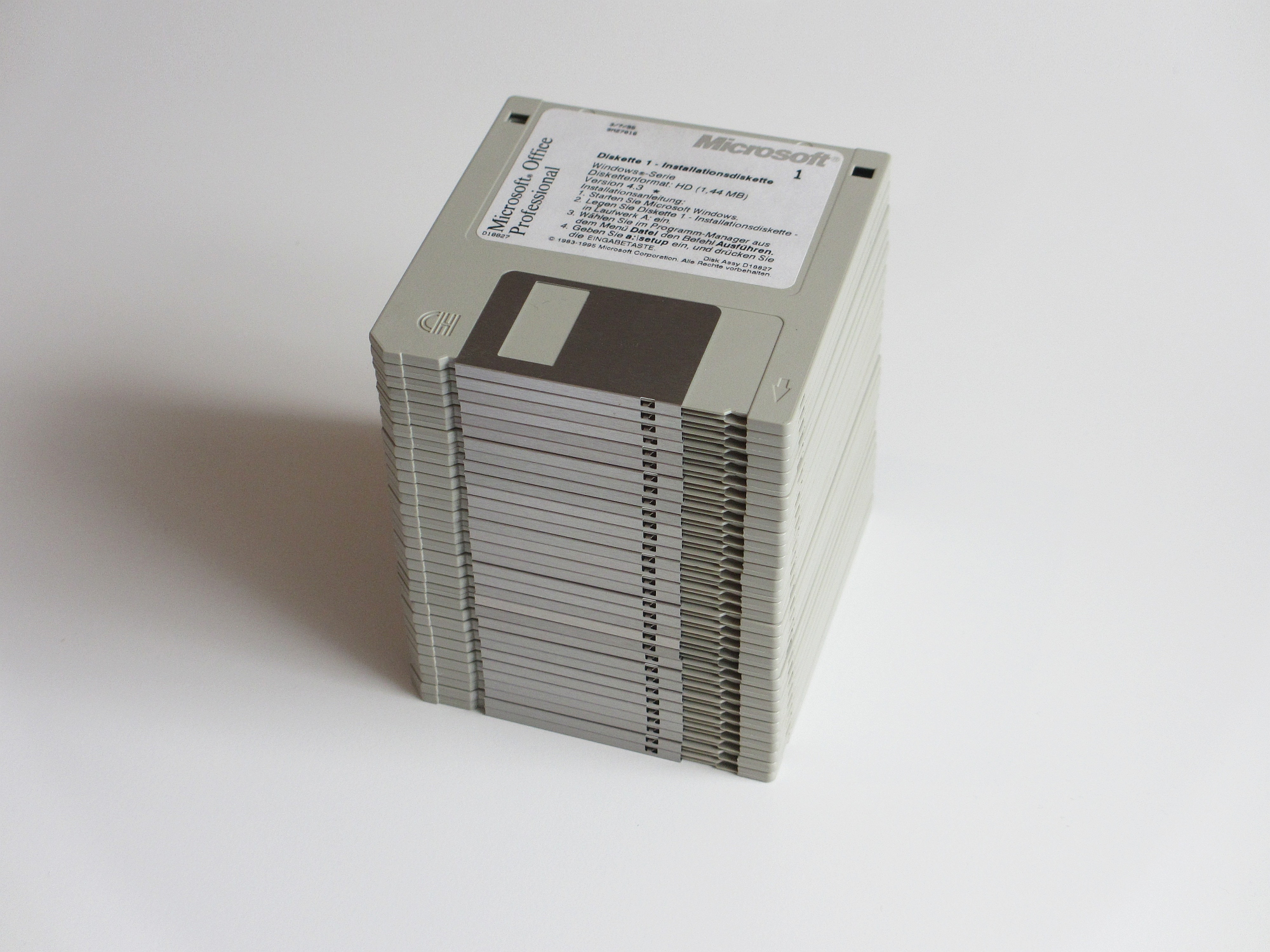
Varios disquetes de Microsoft Office de 1994 apilados.

Office hizo su aparición en 1989 para la plataforma Apple Macintosh, y en 1990 en Windows, supervisado por Charles Simonyi y Richard Brodie. El término se utilizó inicialmente en mercadeo para vender un conjunto de aplicaciones que previamente se vendían por separado. El principal argumento de venta era que comprar el paquete completo resultaba más económico que comprar cada aplicación individualmente. La primera versión de Office contenía las aplicaciones Microsoft Word, Microsoft Excel y Microsoft PowerPoint. Adicionalmente, una llamada "versión profesional" de Office incluía también Microsoft Access.
Con el transcurso de los años, las aplicaciones de Microsoft Office han crecido sustancialmente desde un punto de vista técnico; incluso comparten funcionalidades como un corrector ortográfico común, un integrador de datos OLE y el lenguaje de scripts de Visual Basic para Aplicaciones. Microsoft también posiciona a Office como una plataforma de desarrollo para la línea de software para negocios.
Las versiones actuales son Office 2021 para Windows, lanzada el 5 de octubre de 2021 y Office 2019 para Macintosh, lanzada el 11 de abril de 2017. Office 2013, anunciado el 25 de octubre de 2012, se liberó el 29 de enero de 2013 con la novedad de Office 365. Office 365 es un sistema de suscripción disponible en diferentes plazos para el uso de Office 2013.
La última versión RTM, llamada Office 2021, se lanzó al mercado el 5 de octubre del 2021.
En el mes de enero del 2023 la marca Office dejó de existir y se reemplazó por Microsoft 365.
A pesar del rebranding de la marca Office a favor de Microsoft 365, el 15 de marzo de 2024, se anunció la vista previa de una nueva edición llamada Office 2024 orientada al sector empresarial y profesional, y no contará con capacidades en la nube como IA Copilot y otras funciones en línea exclusivas de los clientes de Microsoft 365.

## Componentes[6]

### Aplicaciones principales
- Microsoft Word es el procesador de texto de la suite. Word posee una posición dominante en el mercado de los procesadores de texto. Su formato propietario, doc, se considera un estándar de facto, aunque en la versión Word 2007 utiliza un nuevo formato basado en XML llamado docx, pero también tiene la capacidad de guardar y abrir documentos en el formato doc. Word está también incluido en algunas versiones de Microsoft Works. Está disponible para las plataformas Microsoft Windows y Mac OS. La primera versión de Word, liberada en 1983, fue para el sistema operativo MS-DOS y tuvo la distinción de introducir en el uso del ratón a una gran cantidad de personas. Word 1.0 podía comprarse con un ratón, aunque era opcional.

- Microsoft Excel es un programa de hoja o planilla de cálculo, originalmente llamado Multiplan.[7] Al igual que Microsoft Word, posee actualmente un mercado dominante. Fue originalmente el más fuerte competidor del entonces popular Lotus 1-2-3 y, en tercera posición, estuvo Quattro Pro; pero finalmente Excel se vendió más, se popularizó y se convirtió en el estándar de facto. Está disponible para las plataformas Windows y macOS.[cita requerida]

- Microsoft PowerPoint es un programa para desarrollar y desplegar presentaciones visuales en entornos Windows y Mac. Se usa para crear diapositivas multimedia, es decir, compuestas por texto, imágenes, sonido, animaciones y vídeos. Office Mobile para Android y iOS 16.0 y versiones posteriores poseen una versión de PowerPoint llamada PowerPoint Mobile. Esta versión reducida permite incluso agregar SmartArts y animaciones a las diapositivas.

- Microsoft Outlook (no confundir con Outlook Express) es un administrador de información personal y un cliente de correo electrónico. El reemplazo para Windows Messaging, Microsoft Mail y Schedule+ comenzó en la versión 97 de Office. Incluía un cliente de correo electrónico, un calendario, un administrador de tareas y un directorio de contactos. Aunque históricamente ha estado disponible para Mac, el equivalente más cercano para Mac OS X es Microsoft Entourage, el cual ofrece un conjunto más reducido de funcionalidades.

- Microsoft OneNote es el programa de apuntes que reúne notas a mano o tecleadas, dibujos, recortes de pantalla y comentarios en audio. Las notas pueden compartirse con otros usuarios de OneNote por internet o una red. Al principio, OneNote se presentó como una aplicación independiente que no se incluyó en Microsoft Office 2003. Sin embargo, OneNote finalmente se convirtió en un componente central de Microsoft Office; con el lanzamiento de Microsoft Office 2013, OneNote se incluyó en todas las ofertas de Microsoft Office. OneNote también está disponible como una aplicación web en Office Online, un freemium (y después freeware) y una aplicación móvil.

### Componentes solo para Windows
- Microsoft Access: creación y edición de bases de datos.
- Microsoft Project: administración de proyectos.
- Microsoft Visio: dibujo vectorial y flujos.

### Componentes solo para móviles
- Microsoft Office[8] es una aplicación que unifica Word, Excel y PowerPoint en una sola app, junto con algunas funciones como notas rápidas, scan y Microsoft Forms.
- Microsoft Lens es una aplicación escáner que permite exportar fotos a diferentes formatos, principalmente PDF.
- Office Remote es una aplicación que permitía controlar los servicios de escritorio con el móvil.

### Aplicaciones de servidor
- Microsoft SharePoint es una plataforma de colaboración empresarial formada por productos y elementos de software que incluye, entre una selección cada vez mayor de componentes, funciones de colaboración basadas en el navegador web, módulos de administración de procesos, módulos de búsqueda y una plataforma de administración de documentos (gestión documental).
  - Excel Services: servidor de edición de hojas de cálculo
  - Microsoft Project Server: servidor de administración de proyectos
  - Microsoft Search Server: servidor de búsqueda en línea
- Skype Empresarial: edición empresarial de Skype
- Microsoft Exchange: servidor de correo electrónico
- Microsoft Teams: colaboración, chat y videollamadas

### Servicios web
- Microsoft Sway: presentación de diapositivas o vídeos en línea que permite trabajar de forma colaborativa
- Microsoft Delve: servicio que permite a los usuarios de Microsoft 365 buscar y administrar sus correos electrónicos, reuniones, contactos, redes sociales y documentos almacenados en OneDrive o SharePoint
- Microsoft Forms: creador de encuestas en línea disponible para los suscriptores de Microsoft 365
- Microsoft To Do: servicio de gestión de tareas
- OneDrive: servicio de alojamiento de archivos que permite a los usuarios sincronizar archivos y luego acceder a ellos desde un navegador web o dispositivo móvil
- Outlook.com: correo web gratuito con una interfaz de usuario similar a Microsoft Outlook
- Microsoft Planner: aplicación de planificación disponible en la plataforma Microsoft 365
- Microsoft Stream: servicio de streaming corporativo para usuarios empresariales con una licencia de Microsoft 365 Academic o Enterprise
- Microsoft Bookings: aplicación de reserva de citas en la plataforma Microsoft Office 365

## Office 365
Office 365 es una versión en línea de Microsoft Office e incluye principalmente tres aplicaciones web: Word, Excel y Powerpoint. La solución también incluye Outlook.com, OneNote y OneDrive, a los que se puede acceder a través de un explorador de aplicaciones unificado. Los usuarios pueden instalar la versión local de este servicio, llamada Office Online Server, en nubes privadas junto con SharePoint, Microsoft Exchange Server y Microsoft Lync Server.
Word, Excel y PowerPoint en Office.com pueden abrir, editar y guardar de forma nativa archivos Office Open XML (.docx, .xlsx, .pptx) y archivos OpenDocument (.odt, .ods, .odp). También pueden abrirse los formatos de archivo Office más antiguos (.doc, .xls, .ppt), pero se convertirán a los nuevos formatos Open XML si el usuario desea editarlos en línea. Office.com no puede abrir otros formatos en las aplicaciones del navegador, como CSV en Excel o HTML en Word, ni tampoco se pueden abrir archivos de Office encriptados con contraseña. Office.com puede abrir archivos con macros en las aplis en el navegador, pero no se puede acceder a las macros ni ejecutarlas. Desde julio de 2013, Word puede renderizar documentos PDF o convertirlos en documentos de Microsoft Word, aunque el formato del documento puede no se igual que el original. Desde noviembre de 2013, las aplicaciones admiten la coautoría en tiempo real y el autoguardado de archivos.
Office 365 carece de varias de las funciones avanzadas presentes en las versiones de escritorio completas de Office. Además, éste carece de los programas Access y Publisher. En cambio, los usuarios pueden seleccionar la opción de "Abrir en la aplicación de escritorio", que hace que el documento aparezca en la versión de escritorio de Office en su ordenador o dispositivo para utilizar las funciones avanzadas.
Los navegadores web compatibles con este son Microsoft Edge, Internet Explorer 11, las últimas versiones de Firefox o Google Chrome, y Safari para OS X 10.8 o posterior.
La edición personal de Office.com está disponible para el público en general de forma gratuita con una cuenta de Microsoft a través del sitio web Office.com. Las versiones gestionadas para empresas están disponibles a través de Office 365. En febrero de 2013, Microsoft añadió la posibilidad de ver y editar archivos en Office.com a través de OneDrive sin necesidad de iniciar sesión. El servicio también puede instalarse de forma privada en entornos empresariales como una apli de Sharepoint u Office Web Apps Server. Microsoft también ofrece otras aplicaciones web en el paquete de Office, como Outlook Web App (antes Outlook Web Access), Lync Web App (antes Office Communicator Web Access), Project Web App (antes Project Web Access). Además, Microsoft ofrece un servicio bajo el nombre de Online Doc Viewer para ver los documentos de Office en un sitio web a través de Office.com.
En enero de 2023 Microsoft 365 reemplaza a Microsoft Office.

## Versiones de microsoft (ciclos)
Desde 2002, Microsoft estableció la directiva de ciclos de vida de productos.
- Versiones anteriores a Office 95 se encuentran sin soporte.
- Microsoft Office 95: el soporte principal terminó el 31 de diciembre de 2000. El soporte extendido se terminó el 31 de diciembre de 2001.
- Microsoft Office 97: el soporte principal terminó el 28 de febrero de 2002. El soporte extendido se terminó el 16 de enero de 2004.
- Microsoft Office 2000: el soporte principal acabó el 30 de junio de 2004. El soporte extendido se terminó el 14 de julio de 2009.
- Microsoft Office XP: el soporte principal acabó el 11 de julio de 2006. El soporte extendido se terminó el 12 de julio de 2011.
- Microsoft Office 2003: el soporte principal acabó el 13 de enero de 2009, y el soporte extendido finalizó el 14 de enero de 2014.
- Microsoft Office 2007: sin soporte desde el 10 de octubre de 2017.
- Microsoft Office 2010: el soporte estándar se terminó el 13 de octubre de 2015. El soporte extendido finalizó el 13 de octubre de 2020.
- Microsoft Office 2013: el soporte principal se terminó el 10 de abril de 2018. El soporte extendido terminó el 11 de abril de 2023.
- Microsoft Office 2016: el soporte principal terminó el 13 de octubre de 2020. El soporte extendido terminará el 14 de octubre de 2025.[9]

- Microsoft Office 2019: el soporte principal terminó el 13 de octubre de 2023. El soporte extendido terminará el 14 de octubre de 2025.

- Microsoft Office 2021: el soporte principal terminará el 13 de octubre de 2026.[10] No contará con soporte extendido.

## Ediciones
La última versión de la suite ofimática es Office 2021. La versión para Windows de Microsoft Office 2021 está disponible en cinco ediciones para el consumidor y dos por volumen:[cita requerida]
- Microsoft Office Home & Student
- Microsoft Office Home & Business
- Microsoft Office Standard
- Microsoft Office Professional
- Microsoft Office Professional Plus
- Microsoft Office LTSC Standard
- Microsoft Office LTSC Profesional Plus

La versión para Mac, Microsoft Office para Mac 2021, está disponible en tres ediciones. Todas incluyen Microsoft Word y Microsoft PowerPoint. El software incluido es idéntico en cada paquete excepto por la versión profesional, que incluye Microsoft Outlook.
- Office for Mac 2021 Home and Student
- Office for Mac 2021 Standard
- Office for Mac 2021 Professional
- Office for Mac 2021 (365)
- Office for Mac LTSC 2021

## Comparación de ediciones
| Programas y características            | Education & Students | Home & Business | Standard        | Professional    | Professional Plus |  |
| -------------------------------------- | -------------------- | --------------- | --------------- | --------------- | ----------------- |  |
| Licencias                              | OEM                  | Venta por menor | Venta por menor | Venta por menor | Volumen           |  |
| Precios de la versión completa         | Gratis               | 125,10 €        | 341,10 €        | 629,10 €        | N/A               |  |
| Precios de la versión de actualización | N/A                  | N/A             | N/A             | N/A             | N/A               |  |
| Excel                                  | Si                   | Sí              | Sí              | Sí              | Sí                |  |
| Word                                   | Sí                   | Sí              | Sí              | Sí              | Sí                |  |
| PowerPoint                             | Sí                   | Sí              | Sí              | Sí              | Sí                |  |
| OneNote                                | Sí                   | Sí              | Sí              | Sí              | Sí                |  |
| Project                                | No                   | No              | No              | No              | No                |  |
| Visio                                  | No                   | No              | No              | No              | No                |  |
| Outlook                                | No                   | Sí              | Sí              | Sí              | Sí                |  |
| Publisher                              | No                   | No              | Sí              | Sí              | Sí                |  |
| Access                                 | No                   | No              | No              | Sí              | Sí                |  |

| Student and Teacher/Standard | Professional |
| ---------------------------- | ------------ |
| Word                         | Word         |
| Excel                        | Excel        |
| PowerPoint                   | PowerPoint   |
|                              | Virtual PC   |

## Versiones

### Versiones para Windows
| Versión        | Fecha                    | Características | Comentarios |
| -------------- | ------------------------ | --- | --- |
| 3.0 (90)       | 30 de agosto de 1990     | Word 3.0, Excel 3.0, PowerPoint 3.0. | |
| 4.0 (92)       | 17 de enero de 1992      | Word 4.0, Excel 4.0, PowerPoint 4.0. | |
| 5.0 (93)       | 3 de junio de 1993       | Word 5.0, Excel 5.0, PowerPoint 5.0, etc. | Versiones compatibles con 16 bits, 32 bits y Alpha. |
| 6.0 (94)       | 2 de julio de 1994       | Word 6.0, Excel 6.0, PowerPoint 6.0, Access 6.0, etc.                                                                                                | Última versión compatible con 16 bits; última versión para Windows 3.x y Windows NT 3.1 y 3.5.                                                                                    |
| 7.0 (95)       | 24 de agosto de 1995     | Word 95, Excel 95, PowerPoint 95, Access 95, etc. | Coincide con el lanzamiento de Windows 95. |
| 8.0 (97)       | 19 de noviembre de 1996  | Word 97, Excel 97, PowerPoint 97, etc. | Ediciones en 1 CD-ROM y en 45 disquetes, la versión Service Release 2 corrigió el problema del año 2000; última versión para Windows NT 3.51.                                     |
| 9.0 (2000)     | 7 de junio de 1999       | Word 2000, Excel 2000, PowerPoint 2000, Access 2000, etc.                                                                                            | Última versión para Windows 95. |
| 10.0 (XP/2002) | 5 de marzo de 2002       | Word 2002, Excel 2002, PowerPoint 2002, Access 2002, etc.                                                                                            | Última versión para Windows 98, Windows Me y Windows NT 4.0; compatibilidad mejorada para trabajo en cuentas restrictivas en sistemas de la línea NT (Windows 2000 y Windows XP). |
| 11.0 (2003)    | 11 de octubre de 2003    | Word 2003, Excel 2003, PowerPoint 2003, Access 2003, Outlook 2003, etc.                                                                              | Última versión para Windows 2000. |
| 12.0 (2007)    | 30 de enero de 2007      | Word 2007, Excel 2007, PowerPoint 2007, Access 2007, Outlook 2007, etc.                                                                              | Lanzado junto con Windows Vista, nueva interfaz gráfica de usuario, nuevos formatos de archivo OpenXML.                                                                           |
| 14.0 (2010)    | 15 de junio de 2010      | Word 2010, Excel 2010, PowerPoint 2010, Access 2010, Outlook 2010, etc.                                                                              | Su número de versión no es 13 por superstición; es distribuido en versiones de 32 y 64 bits; última versión para Windows XP SP3 y Windows Vista.                                  |
| 15.0 (2013)    | 25 de octubre de 2012    | Word 2013, Excel 2013, PowerPoint 2013, Access 2013, Outlook 2013, Lync 2013, Publisher 2013, InfoPath 2013, OneNote 2013, Visio 2013, Project 2013. | Lanzado junto con Windows 8. Última versión en incluir Microsoft Infopath |
| 16.0 (2016)    | 22 de septiembre de 2015 | Word 2016, Excel 2016, PowerPoint 2016, Access 2016, Outlook 2016, Publisher 2016, OneNote 2016, Visio 2016, Project 2016, Skype for business.       | Lanzado junto con Windows 10. Última versión para Windows 7, Windows 8 y Windows 8.1.                                                                                             |
| 16.0 (2019)    | 24 de septiembre de 2018 | Word 2019, Excel 2019, PowerPoint 2019, Outlook 2019, OneNote 2016, Project 2019, Visio 2019, Access 2019, Publisher 2019, Skype for business.       | Lanzado para Windows 10. |
| 16.0 (2021)    | 5 de octubre de 2021     | Word 2021, Excel 2021, PowerPoint 2021, Outlook 2021, OneNote 2021, Project 2021, Visio 2021, Access 2021, Publisher 2021, Microsoft Teams.          | Lanzado el mismo día que Windows 11. Última versión que incluye Microsoft Publisher                                                                                               |
| 16.0 (2024)    | 1 de octubre de 2024     | Word 2024, Excel 2024, PowerPoint 2024, Outlook 2024, OneNote 2024, Project 2024, Visio 2024, Access 2024                                            | Última versión para Windows 10 Última edición que incluirá Outlook Local |

### Versiones para Mac
| Versión       | Fecha                    | Componentes                                                          | Comentarios                                   |
| ------------- | ------------------------ | -------------------------------------------------------------------- | --------------------------------------------- |
| 1.0           | 1990                     | Word 3.0, ...                                                        |                                               |
| 2.0           | 1992                     | Word 4.0, ...                                                        |                                               |
| 3.0           | 1993                     | Word 5.0, Excel 4.0, PowerPoint 3.0, ...                             |                                               |
| 4.2           | 1994                     | Word 6.0, Excel 5.0, PowerPoint 4.0, ...                             |                                               |
| 4.2.1         | 2 de junio de 1994       | Word 6.0.1, Excel 5.0, PowerPoint 4.0, ...                           |                                               |
| 8.0 (98)      | 15 de marzo de 1998      | Word 98, Excel 98, PowerPoint 98, ...                                |                                               |
| 9.0 (2001)    | 11 de octubre de 2000    | Word 2001, Excel 2001, PowerPoint 2001, ...                          |                                               |
| 10.1.9 (X)    | 19 de noviembre de 2001  | Word X, Excel X, PowerPoint X, ...                                   | Primera versión para Mac OS X.                |
| 11.3.5 (2004) | 11 de mayo de 2004       | Word 2004, Excel 2004 y PowerPoint.                                  |                                               |
| 11.5.5 (2004) | 9 de junio de 2004       | Word 2004, Excel 2004 y PowerPoint 2004.                             |                                               |
| 12.0 (2008)   | 15 de enero de 2008      | Word 2008, Excel 2008 y PowerPoint 2008                              | Primera versión con soporte para AppleScript. |
| 12.1.0 (2008) | 14 de mayo de 2008       | Word 2008, Excel 2008 y PowerPoint 2008.                             |                                               |
| 12.1.9 (2008) | 9 de junio de 2009       | Word 2008, Excel 2008 y PowerPoint 2008.                             |                                               |
| 14.0.0 (2011) | 26 de octubre de 2010    | Word 2011, Excel 2011, PowerPoint 2011 y Outlook 2011.               | Módulo para creación y edición de Macros.     |
| 16.0 (2016)   | 15 de noviembre de 2015  | Word 2016, Excel 2016, PowerPoint 2016, OneNote 2016 y Outlook 2016. |                                               |
| 16.0 (2019)   | 24 de septiembre de 2018 | Word 2019, Excel 2019, Power Point, OneNote 2019 y Outlook 2019      | Última versión procesadores Intel.            |
| 16.0 (2021)   | 05 de octubre de 2021    | Word 2021, Excel 2021, Power Point 2021 y Outlook 2021               | Optimizado para Arm Apple                     |
| 16.0 (2024)   | 1 de octubre de 2024     | Word 2024, Excel 2024, PowerPoint 2024 y Outlook 2024                |                                               |

## Aplicaciones antiguas
- Microsoft Accounting Express: software de contabilidad orientado a pequeñas empresas. Desaparece en la versión 2009.
- Ayudante de Office: conjunto de personajes animados que ofrecían sugerencias y ayuda a los usuarios. El más conocido fue un clip llamado Clippy. Desaparece en la versión 2007.
- Cuaderno de Microsoft (Microsoft Binder): programa contenedor de múltiples documentos de Office activos. Desaparece en la versión 2003 y es sustituido parcialmente por OneNote.
- Microsoft FrontPage: software de diseño web. Ofrecido hasta la versión 2003. En 2006, Microsoft anunció que FrontPage debía ser reemplazado por dos aplicaciones: Microsoft SharePoint Designer y Microsoft Expression Web.
- Microsoft InterConnect: gestor de información personal disponible solamente en Japón. Ofrecido hasta la versión 2007 Service Pack 2.
- Microsoft Mail: cliente del correo sustituida por Microsoft Schedule y posteriormente Microsoft Outlook.
- Microsoft PhotoDraw: programa de gráficos vectoriales. Lanzado como opción en la versión 2000.
- Microsoft Photo Editor: software de edición de imágenes. Incluido hasta la versión 2002/XP. Fue sustituido por Microsoft Office Picture Manager.
- Microsoft Schedule Plus: gestor de calendario y lista del contactos. Sus funciones fueron incorporadas en Microsoft Outlook.
- Microsoft Vizact: software de edición de documentos interactivos (HTML + TIME). Aparece únicamente en la versión 2000 como producto independiente.
- Microsoft Office Picture Manager: software de edición básica de imágenes, que reemplazó a Microsoft Photo Editor. Se incluía hasta la versión 2010.
- Microsoft InfoPath: app para crear formularios web. Su última versión es Infopath 2013. Su asistencia técnica finalizó en 2023
- Microsoft Publisher: software para gráficos y creación de calendarios. Su última versión es Publisher 2021. Será descontinuado para los clientes del programa Microsoft 365 en 2024-2025 y su asistencia técnica terminará en 2026 para los usuarios de licencia perpetua.
- Microsoft Office Accounting
- Microsoft Office Document Image Writer
- Microsoft Office Document Imaging
- Microsoft Office Document Scanning
- Microsoft Virtual PC
- Microsoft Data Analyzer 2002
- Microsoft SharePoint Workspace
- Microsoft SharePoint Designer
- Microsoft Entourage

### Aplicaciones de servidor descontinuadas
- Microsoft Office Forms Server
- Microsoft Office Groove Server
- Microsoft Office Project Portfolio Server
- Microsoft Office PerformancePoint Server

### Servicios de web descontinuadas
- Office Live
  - Office Live Small Business
  - Office Live Workspace
- Office Live Meeting
- Hotmail reemplazado por Outlook.com
- SkyDrive reemplazado por OneDrive en Office 2016